# 香社里
香社里為台灣新北市板橋區轄下之一里，該里由社後里分出。昔有平埔族擺接社居住於此，舊名「番社」或「社口」，後取雅麗語，流芳後世之意，故以為里名。。